# 桂东 (广西东部)
桂东，指广西壮族自治区东部，一般包括梧州市、贺州市，曾同属梧州地区。毗邻广东省云浮市、肇庆市、清远市，为广西的“东大门”。桂东为承接珠三角产业的“桥头堡”，又是广西北部湾经济区、西江经济带的经济腹地，是连接西部后发展地区与东部发达地区的重要桥梁。